# 広州汽車集団
広州汽車集団（中国語簡体字：广州汽车集团股份有限公司、英語：Guangzhou Automobile Group Co., Ltd.、略称：广汽集团、GAC Group）は、中華人民共和国の自動車メーカーである。

## 歴史
1955年、自動車部品の製造とメンテナンス作業に特化した企業として設立。
1985年、プジョーをパートナーとして広州プジョー自動車会社 (中国語簡体字：广州标致汽车公司、英語：Guangzhou Peugeot Automobile Company、略称：GPAC)を設立して1997年まで協力関係が続いた。
2005年、広州汽車工業集団と合資会社の持株会社になった。
2008年、同社100％出資により、製造・販売を目的とする子会社『広州汽車集団乗用車有限公司』を設立。
2010年、広州汽車集団乗用車有限公司がアルファロメオの一部フォルムを応用、初の自社ブランド「トランプチ (传祺、Trumpchi)」を立ち上げた。
同年に香港証券取引所で、2012年には上海証券取引所に上場。
2018年1月、デトロイトモーターショーにて北米市場へ2019年に参入すると発表。しかし、北米市場へ参入の際に自社ブランドである「Trumpchi (トランプチ)」がアメリカ合衆国大統領である「Donald Trump (ドナルド・トランプ)」に酷似しているという政治的問題を理由にブランド名を変更することを決定した。また同年8月、モスクワモーターショーにてロシア市場へ2019年に参入すると発表。そして同年10月、パリモーターショーにて欧州市場へ参入すると発表した。
同年12月、上海汽車集団と5年間に及ぶ包括的な提携を発表、コア技術の開発支援や産業チェーンの共有化、新規事業並びに海外市場の開拓などの相互支援を公表した。
2022年10月26日、車載電池を手がける因湃電池科技を設立した。

## ブランド

### 現在展開しているブランド
出典：
- トランプチ (Trumpchi)
- アイオン (AION)
- ハイプテック（英語版）（Hyptec）

### 過去のブランド
- 長豊汽車
- ゴノウ（英語版） (Gonow)

## 子会社
- 広州汽車集団乗用車有限公司 - 2008年に設立された広州汽車集団の100％出資による子会社。トランプチ (传祺、Trumpchi)などの生産とアフリカ、サウジアラビアなど中東、東欧各国で販売を行う。

## 合弁企業
- 広汽ホンダ（広汽本田汽車有限公司） - プジョー撤退後の1998年7月に日本の本田技研工業と合弁会社を設立。同年10月からアコード（雅閣）のテスト生産を開始。2007年、 広汽ホンダの出資により広州本田汽車研究開発有限公司 (GHRD) を設立、テストコースなど研究開発施設を設置。

- 広汽トヨタ - 2004年9月、トヨタ自動車との合弁で『広州トヨタ自動車有限会社』（Guangzhou Toyota Motor Co., Ltd）を設立。広東省広州市において、2006年から合弁工場の生産開始。

- 広汽日野（広汽日野自動車有限会社、GAC HINO MOTORS CO.,LTD.） - 2007年11月、日野自動車との合弁で設立。広東省広州市において、2009年から700シリーズ(日本名プロフィア)の生産・販売を開始。

- 広汽フィアット・クライスラー（広汽菲亜特克莱斯勒汽車有限公司、GAC Fiat Chrysler Automobiles Co., Ltd.） - 2010年3月、イタリアのフィアットとの合弁で広汽フィアットを設立。湖南省長沙市において生産開始、2014年のフィアットとクライスラーの合併後は広汽フィアット・クライスラーへ改称、表記上で広汽FCAと略称されることもある。2022年10月31日、破産申請を行った[8]。

- 広汽三菱（広汽三菱汽車有限公司） - 日本の三菱自動車・三菱商事との合弁企業。2010年10月に三菱自動車が技術提供していた広汽長豊汽車を広州汽車集団が出資率を引き上げて買収、2012年5月に湖南省長沙市で生産開始。祺智・祺智EVなど電気自動車の生産と販売を行っている。